# Ptáci (hra)
Ptáci, řecky Ὄρνιθες Ornithes, je komedie starořeckého dramatika Aristofana. Byla uvedena v roce 414 př. n. l. na městských Dionýsiích v Athénách, kde získala druhé místo. Moderní kritici ji oceňují jako dokonale realizovanou fantazii vynikající pozoruhodnou napodobením ptáků a veselostí písní. Na rozdíl od jiných autorových raných her neobsahuje žádnou přímou zmínku o peloponéské válce a je v ní jen málo odkazů na athénskou politiku. Přesto je ve hře mnoho nepřímých odkazů na athénský politický a společenský život. Je to nejdelší z Aristofanových dochovaných her, přes délku je však poměrně konvenčním příkladem „staré komedie“.
Děj hry se točí kolem Pisthetaera, Athéňana, který přesvědčí ptáky, aby vytvořili velké město na nebi, a získali tak nazpět své postavení bohů. Pisthetaerus se nakonec sám promění v ptačího boha a nahradí Dia v roli krále bohů.

## Basileia
Basileia je bohyně, Stane manželkou Pisthetaira. Do děje je uvedena Prométhem, který chce dosáhnout svrhnutí Dia a bohyni popisuje slovy:

Krásná děva královská,

jež ve správě má Diův hrom a blesk

a všechno všecinko: jak pevný řád,

tak dobré rady, lodi, rozšafnost

i sváry, pokladnu a diéty.

Aristofanés, Ptáci, překlad Ferdinanda Stiebitze, 
Poté co se Pisthetairos dohodne s olympským poselstvem, že dostane Basileiu za ženu, se stává novým Diem, vládcem ptáků, kteří nahradili bohy. Basileia do jisté míry připomíná Pandóru, která naopak byla nástrojem pomsty vůči Prométheovi, především pak ale Athénu. Tu připomíná Basileia svým popisem a ve hře je naznačováno i to, že je Diovou dcerou a že Athéna je právoplatnou dědičkou Dia.
Basileia také může souviset s postavou jménem Basilé, která nejspíše souvisela s konceptem suverenity Athén nad Iónii, uctívanou společně s hrdiny Kodrem a Neleem ve svatyni v Athénách. Souviset může také s titulem jménem basilinna „vládkyně“, jež nosila manželka archóna basilea, která se během anthestérií symbolicky vdávala za Dionýsa. V případě Basilé tak můžeme mluvit o bohyni uctívané společně se smrtelníky, zatímco v případě basilinny o smrtelnici vdávající se za boha. Toto spojení božstva a smrtelného člověka se také objevuje u athénského tyrana Peisistrata, který se v roce 414 př. n. l. vrátil do města doprovázen dívkou Fyé převlečenou za Athénu, přičemž jméno Pisthetaira má být nejspíše narážka na jméno Peisistrat.